# Francisco Gómez-Jordana Sousa

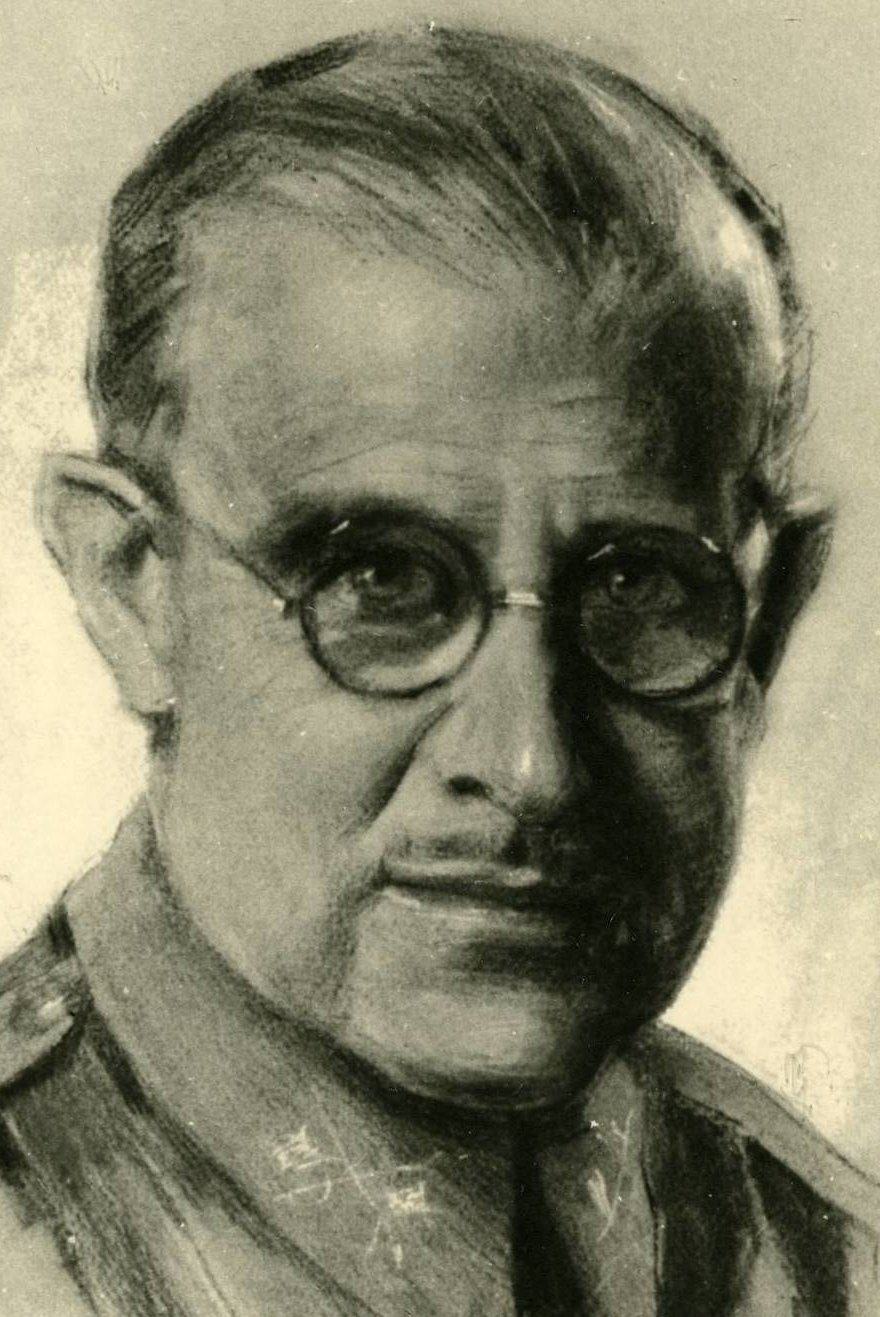
Francisco Gómez-Jordana Sousa (1940)

Francisco Gómez-Jordana y Sousa, 1. Graf de Jordana, (* 1. Februar 1876 in Madrid; † 3. August 1944 in San Sebastián) war ein spanischer Militär und Politiker, der während der Herrschaft von Francisco Franco als Außenminister diente.

## Leben
Er wurde in Madrid als Sohn eines Offiziers geboren, der später zum General und Hohen Militärkommissar Spaniens in Marokko ernannt wurde. Gómez-Jordana schrieb sich 1892 als Student an der spanischen Militärakademie in Saragossa ein.
Während des Kubanischen Unabhängigkeitskrieges ging er als Leutnant nach Kuba, wo er am 23. November 1896 verwundet wurde. Nach seiner Rückkehr nach Spanien wurde er Hauptmann an der Escuela Superior de Guerra („Höhere Schule für Kriegsführung“) in Madrid. Im Jahr 1911 ging er nach Melilla, einer historischen spanischen Hochburg in Nordafrika seit 1497, wo er sich seinem Vater, Oberst Francisco Gómez Jordana, anschloss. Der jüngere Gómez-Jordana wurde 1912 Oberstleutnant und 1915 Oberst.
Vom 9. Juli 1915 bis zum 27. Januar 1919 diente er seine erste von zwei Amtszeiten als Hoher Kommissar Spaniens in Marokko, die dritte ab April 1913. Im Jahr 1922 wurde er Brigadegeneral.
Nach dem Staatsstreich vom 13. September 1923 unter der Führung von General Miguel Primo de Rivera wurde Gómez-Jordana Mitglied des Militärischen Direktoriums; Primo de Rivera übertrug ihm weitreichende Befugnisse für koloniale Initiativen in Afrika, einschließlich der „friedensstiftenden Erholungsorte“ innerhalb des spanischen Protektorats von Marokko.

### Vorgehen in Marokko
Am 8. September 1925 verübte General Leopoldo Saro Marín zusammen mit den französischen Kommandanten Oberst Billot und Oberst Freydenberg einen gemeinsamen Marine-Landungsangriff bei Al Hoceïma. Der Angriff war gegen den Rebellen Kabilas im Norden Marokkos gerichtet. Bei der Landung kam es zum ersten Einsatz von Panzern der Marine. Die Seestreitkräfte setzten Luftgeschützfeuerunterstützung ein, die durch das Aufspüren von Personen mit Kommunikationsgeräten gelenkt wurde.
Nach dem Erfolg des Angriffs verlieh der König Marín den Titel des Ersten Grafen von La Playa de Ixdain und General Gómez-Jordana den Titel des Ersten Grafen von Jordana. Diese Titel wurden am 19. Juli 1926 in der Stadt Úbeda, Provinz Jaén, verliehen. Alfonso ehrte später den afrikanistischen General José Sanjurjo y Sacanell für die „friedensstiftenden Aktionen“ im Rif und ernannte ihn 1927 zum 1. Marqués del Rif.
Die militärischen Aktionen führten zum Exil des Rif-Unabhängigkeitsführers Muhammad Ibn 'Abd al-Karim al-Khattabi, allgemein bekannt als Abd el-Krim, aus Ajdir (im Berbergebiet von Marokko), einem Ort der Widerstandsbewegung. Abd el-Krim war als Schöpfer der Konföderalen Republik der Rif-Stämme in Amazigh bekannt: Tagduda n Arif, seit 1921.
Zwischen November 1928 und 19. April 1931 diente Gómez-Jordana eine weitere Amtszeit als Hoher Kommissar.
Unter anderen afrikanistischen Militärs war der spanische General Dámaso Berenguer y Fusté. Dámaso war 1927 für seine militärischen Aktionen bei der Eroberung des nordmarokkanischen Xauen im Jahr 1920 mit dem Titel Graf von Xauen ausgezeichnet worden. Dámaso agierte vom 30. Januar 1930 bis zum 18. Januar 1931 als zweiter „weicher“ Diktator (so wurde er damals von der spanischen Zivilbevölkerung im Vergleich zu Primo de Rivera genannt). Seine Amtszeit als Kriegsminister fiel mit der Amtszeit von Jacobo Fitz-James Stuart zusammen, dem 17. Herzog von Alba, als Minister für Bildung und später Staatsminister.

### Streit innerhalb der Armee
Im Großen und Ganzen waren die XVIII. und XIX. Militärakademien in Spanien traditionell in Toledo angesiedelt, Infanterie, 1850, Segovia, Artillerie, 1764, Alcalá de Henares, Ingenieure, 1803, Valladolid, Kavallerie, 1852. Eine gemeinsame, grundlegende Allgemeine Militärakademie, Academia General Militar, wurde während der Zeit von König Alfons XII. am 20. Februar 1882 in Saragossa gegründet.
Am 17. August 1930 wurde der so genannte Pakt von San Sebastián auf der einen Seite von den Führern der Konservativen Rechten, Miguel Maura, Sohn des mallorquinischen konservativen Ministerpräsidenten von Spanien, und dem Herzog Antonio Maura und Niceto Alcalá-Zamora angeführt.
Sie schlossen sich mit Mitgliedern anderer eher kleiner liberaler und regionalistischer republikanischer Parteien zusammen, die ebenfalls Maßnahmen zur Unterstützung moderner bürgerlicher Freiheiten und des Fortschritts im Bildungswesen forderten.
Am 14. April 1931 wurde die Zweite Spanische Republik nach den früheren Kommunalwahlen und der Auflösung der königlich genehmigten Militärdirektion (1923–1931) von den Massen gebilligt.
Der Notar Manuel Azaña und der Chemiker José Giral, Professor für Chemie an der Universität von Salamanca, waren Gründungsmitglieder der Gruppe Republikanische Aktion Spanien aus dem Pakt von San Sebastián.
Während Infanterieoffiziere durch die marokkanischen Aktionen schnelle Beförderungen zum General gewannen und auch aristokratische Kavallerieoffiziere recht schnell Fortschritte machten, blühten Ingenieurs- und Artillerieoffiziere nicht auf. Es kam zu starken Spannungen zwischen den Gruppen.
Kriegsminister Manuel Azaña sperrte am 30. Juni 1931 den Zugang zur Allgemeinen Militärakademie in Saragossa. Der Direktor der Institution war zu dieser Zeit der „afrikanistische“ General Francisco Franco. Das regierende Militär stand dieser Entscheidung kritisch gegenüber.